# Martin Wandel
Martin Wandel (* 15. April 1892 in Berlin; vermisst seit 14. Januar 1943 bei Chilino/Russland) war ein deutscher Offizier, zuletzt General der Artillerie im Zweiten Weltkrieg.

## Leben
Martin Wandel trat am 16. April 1910 als Fahnenjunker der Armee bei. Am 18. August 1911 mit dem Patent zum 20. August 1909 zum Leutnant im Feldartillerie-Regiment 21 befördert, diente er als Offizier im Ersten Weltkrieg. Am 18. August 1918 wurde er beim Feldartillerie-Regiment 21 noch zum Hauptmann befördert.
Nach Ende des Krieges wurde er in die Reichswehr übernommen und war u. a. 1923 in der Heeres-Friedenskommission bei der Verbindungsstelle Stuttgart, Zweigstelle Karlsruhe, eingesetzt. Am 1. Oktober 1934 erfolgte seine Beförderung zum Oberstleutnant.
In der Wehrmacht wurde er am 15. Oktober 1935 Chef des Stabes der Inspektion der Artillerie (In 4) (Berlin) beim OKH. Bis 1. September 1940 blieb er in dieser Position und wurde hier am 1. April 1937 Oberst. Anschließend erfolgte seine Ernennung zum Artilleriekommandeur (Arko) 105 und wurde hier im April 1941 Generalmajor.
Anschließend übernahm er am 8. Juli 1941 die 121. Infanterie-Division. In dieser Position am 1. Oktober 1942 zum Generalleutnant befördert blieb er bis 10. November 1942 Kommandeur der 121. Infanterie-Division. Er kam kurzzeitig in die Führerreserve.
Vom 1. Dezember 1942 an war Wandel mit der Führung des XXIV. Panzerkorps beauftragt, dann ab 1. Januar 1943 mit der Beförderung zum General der Artillerie war er bis zu seinem Tod Kommandierender General des Panzerkorps. Seitdem während der Operation Ostrogoschsk-Rossosch der Korpsgefechtsstand am 14. Januar 1943 bei Chilino von sowjetischen Panzern überrollt worden war, wurde Wandel vermisst und 1948 für tot erklärt.
Martin Wandel heiratete am 17. Oktober 1925 in Berlin Harriet Isabel Anneliese Carmen, geb. von Rège (1903–1984) und Tochter von Harry von Rège.

## Auszeichnungen
- Eisernes Kreuz (1914) II. und I. Klasse
- Hanseatenkreuz Hamburg
- Spange zum Eisernen Kreuz II. und I. Klasse
- Ritterkreuz des Eisernen Kreuzes am 23. November 1941[6][7]